# 胡有禄
胡有禄（？—1855年），又作吴有禄，广西浔州府武宣县人，天地会领袖。
道光二十六年（1846年），胡有禄和兄长胡有福、罗大纲在湖南宁远起事失败，退到广西。咸丰二年（1852年）在南宁和朱洪英起事反清。1854年九月初十，攻下灌阳建立升平天国。胡有禄自称定南王，朱洪英自称镇南王。再克湖南江蓝厅。1855年，计划和太平天国翼王石达开在江西会师，5月，克东安。9月22日，被湘军击败，胡有禄在新宁被俘杀。